# Má sestra, má chůva
Má sestra, má chůva (v anglickém originále My Sister, My Sitter) je 17. díl 8. řady (celkem 170.) amerického animovaného seriálu Simpsonovi. Scénář napsal Dan Greaney a díl režíroval Jim Reardon. V USA měl premiéru dne 2. března 1997 na stanici Fox Broadcasting Company a v Česku byl poprvé vysílán 16. března 1999 na stanici ČT1.

## Děj
Líza, inspirovaná románovou sérií The Baby-Sitters Club, se rozhodne stát se chůvou, ale nikdo ji nebere vážně kvůli jejímu nízkému věku. Když je Maude v Libanonu zajata jako rukojmí, musí Ned náhle odjet, aby ji osvobodil. Ve spěchu souhlasí s tím, že Líza bude hlídat Roda a Todda. Ned se přimlouvá za Lízu, která zažívá obchodní boom. 
Inspirováno úspěchem zrekonstruovaného přístaviště v Baltimoru je znovu otevřeno nábřeží Přístavu olihní a uspořádá slavnostní akci. Homer a Marge se jí zúčastní a nechají Lízu hlídat Barta a Maggie. Bart je naštvaný, že ho hlídá jeho mladší sestra; Líza si myslí, že jeho dětinské výstřelky si to zaslouží. Bart trápí Lízu tím, že si nechá doručit obří sendvič, najme Krustyho na rozlučku se svobodou, s tvrzením, že Líza viděla UFO, zavolá na policii a k večeři krmí Maggie kávovou zmrzlinou. 
Bartovy žertíky Lízu rozčílí natolik, že se na něj vrhne, a Bart kvůli ní spadne ze schodů, a tak si vykloubí rameno a na hlavě si udělá velkou bouli. Bart si uvědomí, že pokud ho Líza odveze do blízké nemocnice, její pověst chůvy bude zničena. Aby se jeho stav ještě zhoršil, zamkne se Bart ve svém pokoji a opakovaně mlátí hlavou do dveří, až nakonec upadne do bezvědomí. 
Líza se snaží zavolat záchranku, ale operátorka tísňové linky 911 jí odmítne pomoci kvůli Bartovým dřívějším žertovným telefonátům. Líza zvažuje, že požádá o pomoc doktora Dlahu, ale uvědomí si, že by si tím zničila pověst chůvy. Místo toho odveze Barta na kliniku doktora Nicka Riviery na trakaři a vezme s sebou Maggie v kleci pro zvířata, protože kávová zmrzlina ji příliš stimulovala. Líza se k doktorovi nedostane kvůli dlouhé frontě v čekárně. 
V zoufalství se Líza snaží odvézt Barta a Maggie do nemocnice. Ztratí kontrolu nad trakařem a ten se skutálí ze srázu do bahnité řeky – před zraky užaslých diváků na nábřeží. Dav se domnívá, že Líza je na drogách, že zavraždila Barta a že se chystá utopit Maggie, a obviní ji ze špatného hlídání. 
Později se Bart, jehož zranění byla ošetřena, Líze omluví za to, že způsobil utrpení a zničil její podnikání s hlídáním dětí. Ta mu odpustí, ale cítí se špatně, že ji nazval „nejhorší chůvou na světě“. K její velké radosti dostává žádosti na hlídání od doktora Dlahy a také Neda, protože nemohou najít žádnou jinou chůvu.

## Produkce a témata
Epizodu režíroval Jim Reardon a scénář napsal Dan Greaney. Stejně jako řada předchozích epizod se díl zabývá vztahem mezi Bartem a Lízou. Greaney se specializuje na psaní epizod o Bartovi a Líze z pohledu dítěte. Elaine E. Sutherlandová, která je členkou podvýboru skotské právnické společnosti pro rodinné právo a profesorkou dětského a rodinného práva na právnické fakultě Stirlingovy univerzity, použila tuto epizodu k popisu možných problémů, když necháte jedno ze svých dětí hlídat ostatní. Zatímco jedno dítě může být dostatečně zralé na hlídání, není jisté, zda ostatní děti autoritu chůvy akceptují. Podle Alana S. Browna a Chrise Logana, autorů knihy The Psychology of the Simpsons: D’oh!, je tato epizoda příkladem toho, že ženský hněv v Simpsonových málokdy vyřeší problém. „Lízin vztek a neustálá frustrace zde přispívají k tomu, že má potíže se správně rozhodnout, co se svými emocemi udělat,“ píší. V návaznosti na téma chůvy se objevují kulturní odkazy na novely The Baby-Sitters Club: Líza čte knihu č. 14 – Formule, zatímco její kamarádka Janey drží knihu č. 20 – Prezidentovo dítě se ztratilo.
Myšlenka obnovy nábřeží pochází z měst, jako je Baltimore, která se vždy snažila opravit zničená místa. O scéně v Přístavu olihní píše Chris Turner, autor knihy Planet Simpson: „Satirické prostředí působí téměř dokumentárně.“ Přístav je místní revitalizační projekt, který přetvořil historickou průmyslovou oblast na pěší nákupní centrum. Je příkladem toho, jak se „hyperkonzumní kultura Springfieldu přesouvá dopředu“. Na nábřeží Rainier Wolfcastle otevírá restauraci nazvanou Planet Hype, která je parodií na mezinárodní franšízu tematických restaurací Planet Hollywood. Wolfcastle je parodií na Arnolda Schwarzeneggera, který v roce 1991 spolu se Sylvesterem Stallonem, Brucem Willisem, Demi Mooreovou a Whoopi Goldbergovou uvedl na trh Planet Hollywood.

## Přijetí
V původním vysílání skončil díl v týdnu od 24. února do 2. března 1997 na 47. místě v žebříčku sledovanosti společně se seriálem Melrose Place s ratingem 9,0 podle agentury Nielsen, což odpovídá přibližně 8,7 milionu domácností. Byl to pátý nejsledovanější pořad na stanici Fox v tomto týdnu.
Po odvysílání epizoda získala od televizních kritiků převážně pozitivní hodnocení. Autoři knihy I Can't Believe It's a Bigger and Better Updated Unofficial Simpsons Guide Warren Martyn a Adrian Wood ji označili za „chytrou epizodu, i když trochu nesourodou – oba příběhy se neslučují tak dobře, jak je obvyklé“.
Tim Raynor z DVDTown.com uvedl, že epizoda „je plná obvyklých, zábavných výstřelků, které byste čekali od Barta nebo od kterékoli z ostatních hloupých postav“.
Colin Jacobson z DVD Movie Guide řekl, že „části, v nichž Líza hlídá různé děti ve městě, jsou potěšením“ a že epizoda „mísí bláznivé momenty s realitou, protože staví Lízu do logické pozice. Její konflikt s Bartem vytváří realismus a zároveň přináší komediální prvky.“